# Todo por la pasta
Todo por la pasta és el segon llargmetratge del director de cinema bilbaí Enrique Urbizu Jáuregui amb guió de Luis Marías. Ha estat considerada "un thriller satisfactori". Va suposar un discret èxit per a ell; és una pel·lícula que millora amb el temps, i que mostra que el cinema europeu no té per què mancar del ritme cinematogràfic amb què compta el cinema estatunidenc.
El director va emprar el treball gràfic d'Álex de la Iglesia pel disseny de producció. Va ser filmada a Bilbao, Bakio, Santurtzi, Okondo, Getaria i Arrieta, a Euskal Herria. La ciutat de Bilbao dona a la pel·lícula un aspecte neo-noir amb un toc modern.

## Sinopsi
Després d'un atracament a un bingo, la núvia d'un dels atracadors escapa i amb l'ajuda d'una altra dona intenta recuperar el botí de l'atracament. El problema és que uns policies corruptes també volen fer-se amb el botí, per a finançar assassinats polítics.

## Repartiment
- María Barranco - Azucena
- Kiti Mánver - Verónica
- Antonio Resines - Ángel
- Pepo Oliva - Pereda
- José Amezola - David
- Luis Ciges - José María
- Caco Senante - Casares
- Maite Blasco - Asunción
- Klara Badiola - Sor Inés
- Pedro Díez del Corral - Blasco
- Pilar Bardem - Begoña
- Ramón Barea - Aniceto
- Ramón Goyanes - Pascual

## Premis i nominacions
VI Premis Goya
| Categoria                    | Persona          | Resultat   |
| ---------------------------- | ---------------- | ---------- |
| Millor actriu de repartiment | Kiti Mánver      | Guanyadora |
| Millor guió original         | Luis Marías      | Nominat    |
| Millor música original       | Bernardo Bonezzi | Nominat    |
| Millors efectes especials    | Kiti West        | Nominat    |

Premi a la Millor Actriu per a María Barranco en el Festival de Cinema Negre de Viareggio, Itàlia.
Premi al Millor Muntatge de l'Any per Ana Murugarren, atorgat pel Cercle d'Escriptors Cinematogràfics.
Premi al Millor director en el Festival Internacional de Cinema de Cartagena de Indias, Colòmbia.